# Verrou (informatique)
Pour les articles homonymes, voir Verrou (homonymie).
Un verrou informatique permet de s'assurer qu'une seule personne, ou un seul processus accède à une ressource à un instant donné. Ceci est souvent utilisé dans le domaine des accès à des fichiers sur des systèmes d'exploitation multi-utilisateur, car si deux programmes modifient un même fichier au même moment, le  risque est de :
- provoquer des erreurs dans un des deux programmes, voire dans les deux ;
- laisser le fichier en fin de traitement dans une complète incohérence ;
- endommager le fichier manipulé.

Un verrou peut être posé pour protéger un accès en lecture et permettra à plusieurs processus de lire, mais à aucun d'écrire. On dit alors que c'est un verrou partagé.
Un verrou est dit exclusif lorsqu'il interdit toute écriture et toute lecture en dehors du processus qui l'a posé.
La granularité d'un verrou constitue l'étendue des éléments qu'il protège. Par exemple dans les bases de données, un verrou peut être posé sur une ligne, un lot de ligne, une table...